# Африкански дървесни усойници
Африканските дървесни усойници (Atheris) са род отровни змии, които се срещат само в Африка, с изключение на Южна Африка.

## Описание
Видовете от този род са сравнително малки по размер. Възрастните екземпляри достигат на дължина до около 40 cm (A. katangensis), като най-дълги са A. squamigera, които достигат до максимум 78 cm. Мъжките екземпляри имат по-малка дължина, отколкото женските.
Специфичното за този род змии е, че всички видове имат широка и триъгълна глава, която е ясно отделена от врата. Също така, те имат широка муцуна и сравнително големи очи с елиптични зеници. Главата им е покрита с малки и гладки, застъпващи се люспи. Тялото е тънко и леко сплеснато. Опашката е силна и може да придържа тялото, докато змията се провесва от някой клон или клонка.
Окраската на африканските дървесни усойници е много разнообразна. Особено променливо и голямо е разнообразието от цветове при видовете A. ceratophora и A. squamigera. Обикновено опашката е в по-тъмни цветове, отколкото тялото.

## Разпространение и местообитание
Африканските дървесни усойници са разпространени в цяла Африка с изключение на нейните южни части. Обитават дъждовните гори и най-вече районите отдалечени от човешка дейност. Някои от видовете са застрашени поради разрушаването на местообитанията им.
Всички видове живеят по дърветата, въпреки че понякога могат да бъдат забелязани на или в близост до земята.

## Хранене
Видовете от този род са активни главно през нощта. Хранят се с малки земноводни, гущери, гризачи, птици и дори други змии. Обикновено жертвата е атакувана от висяща позиция, и когато се поддаде на отровата бива погълната.

## Размножаване
Чифтосването става в периода септември – ноември. Женските раждат малките си през март и април. След втората година настъпва полова зрялост. Продължителността на живота им е около 10 години.

## Отрова
Не се знае много за тяхната отрова, с изключение на това, че тя е силно хемотоксична, причинява болка, подуване и проблеми с кръвосъсирването. Тяхната отрова е била смятана за по-слабо токсична от тази на много други видове, поради по-редките случаи на ухапвания. Понастоящем има редица докладвания за ухапвания, довели до тежки кръвоизливи, и само един с фатален край.
Противоотрова не съществува. Противоотровата, която е предназначена за ухапвания от други видове има незначителен ефект, въпреки че се съобщава за противоотрова за рода Ефи (Echis), която е била използвана успешно в случай на ухапване от A. squamigera.

## Видове
| Видове         | Автор                             | Географски ареал | Снимка |
| -------------- | --------------------------------- | --- | ------ |
| A. anisolepis  | Mocquard, 1887                    | Западна Централна Африка: Габон, Конго, Западна Демократична република Конго, Северна Ангола. |        |
| A. ceratophora | Werner, 1895                      | Усамбара и Танзания. |        |
| A. chlorechis  | (Pel, 1851)                       | Западна Африка, включително Гвинея-Бисау, Гвинея, Сиера Леоне, Либерия, Кот д'Ивоар, Гана, Того, Бенин, някои части на Нигерия, Камерун, Екваториална Гвинея и Габон.                                                                  |        |
| A. desaixi     | Ashe, 1968                        | Кения: в горите на Чука, югоизточните части на планината Кения |        |
| A. hispida     | Laurent, 1955                     | Централна Африка: Демократична република Конго, Югозападна Уганда, Западна Кения. |        |
| A. katangensis | Witte, 1953                       | Някои части на Национален Парк Upemba, Катанга в Източна Демократична република Конго. |        |
| A. mabuensis   | Branch & Bayliss, 2009            | В планините Мабу и Намули, Северен Мозамбик |        |
| A. matildae    | Menegon, Davenport & Howell, 2011 | Югозападна Танзания |        |
| A. nitschei    | Tornier, 1902                     | Централна Африка: от Източна Демократична република Конго, Уганда и Западна Танзания на югозапад до Северни Малави и Северна Замбия.                                                                                                   |        |
| A. squamigera  | (Hallowell, 1854)                 | Западна и Централна Африка: Кот д'Ивоар и Гана, на изток през Южна Нигерия до Камерун, Южна Централноафриканска република, Габон, Конго, Демократична република Конго, Северна Ангола, Уганда, Танзания, Западна Кения и остров Биоко. |        |